# Europa (foguete)

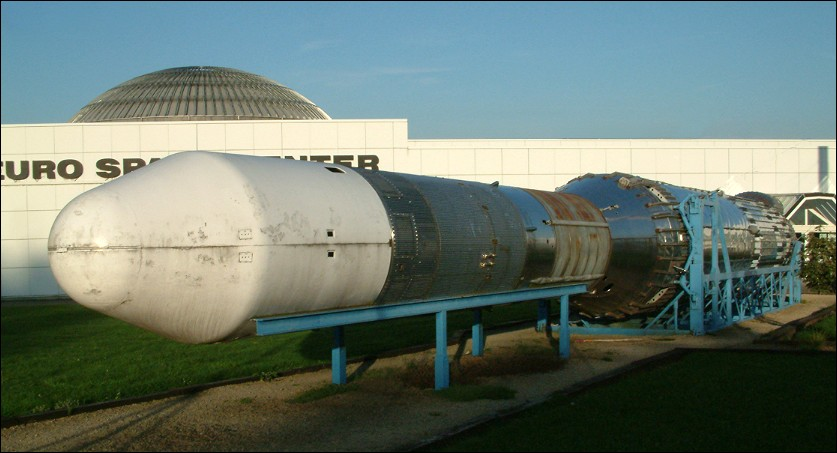
Foguete Europa II

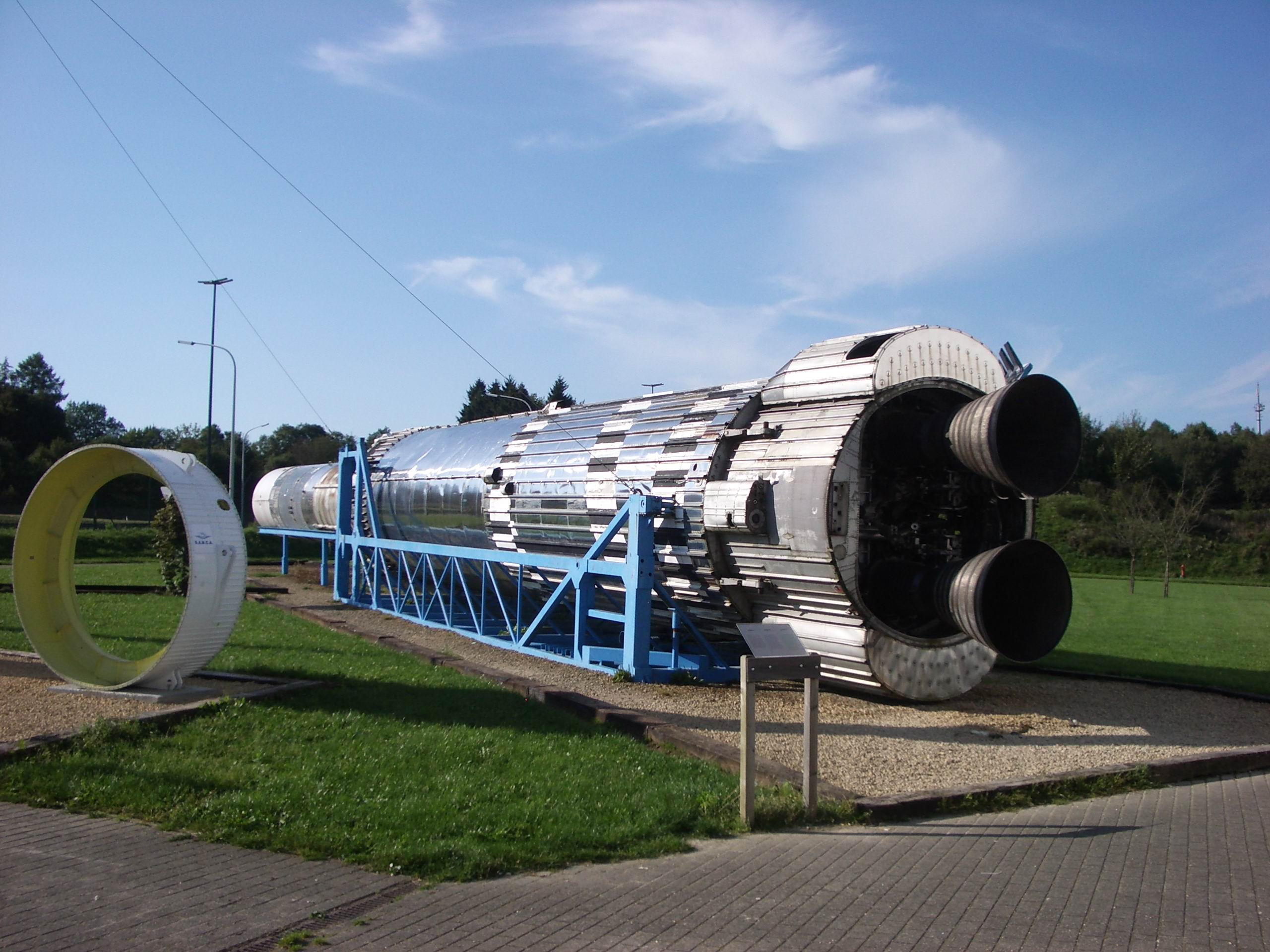
Europa II

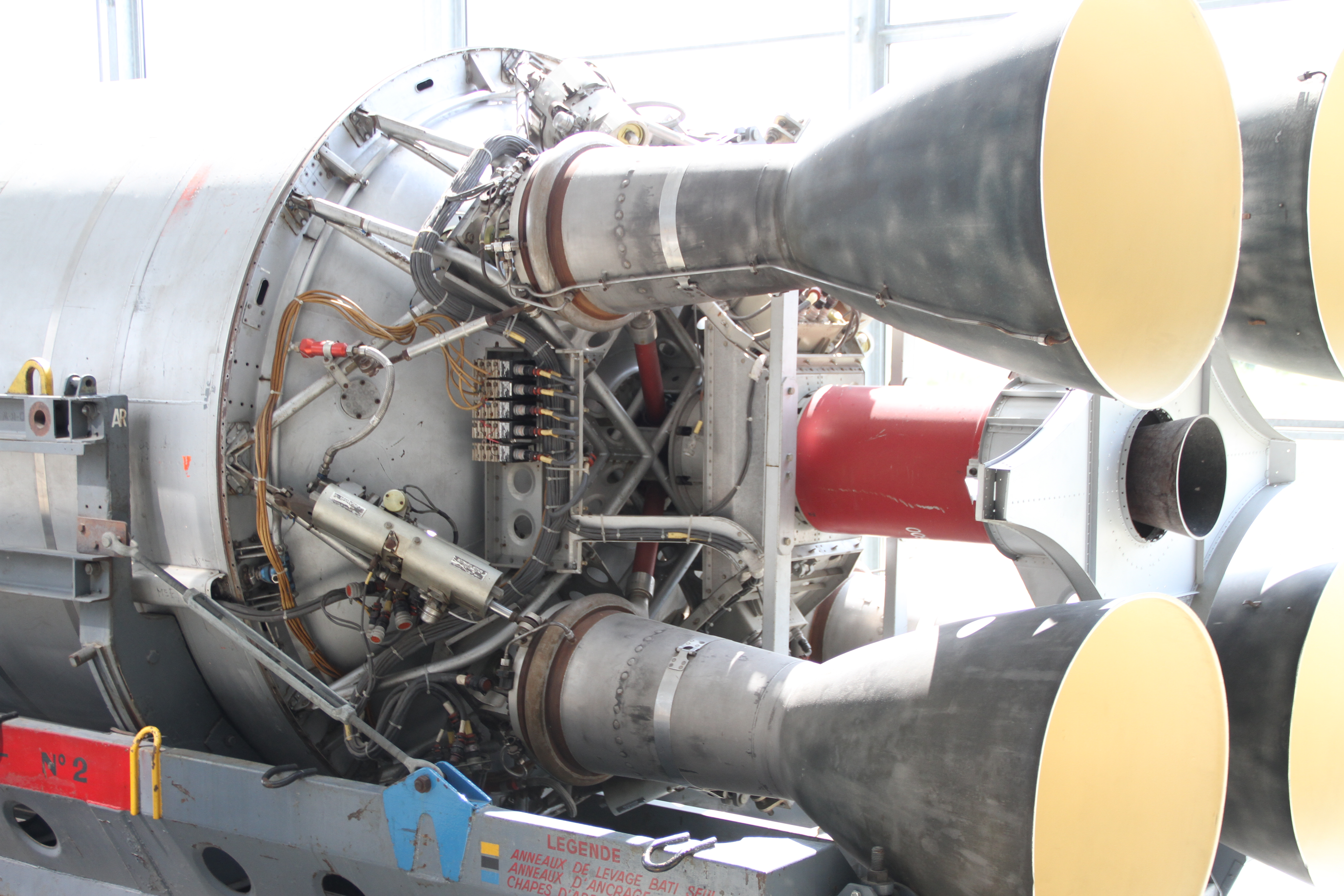
Coralie

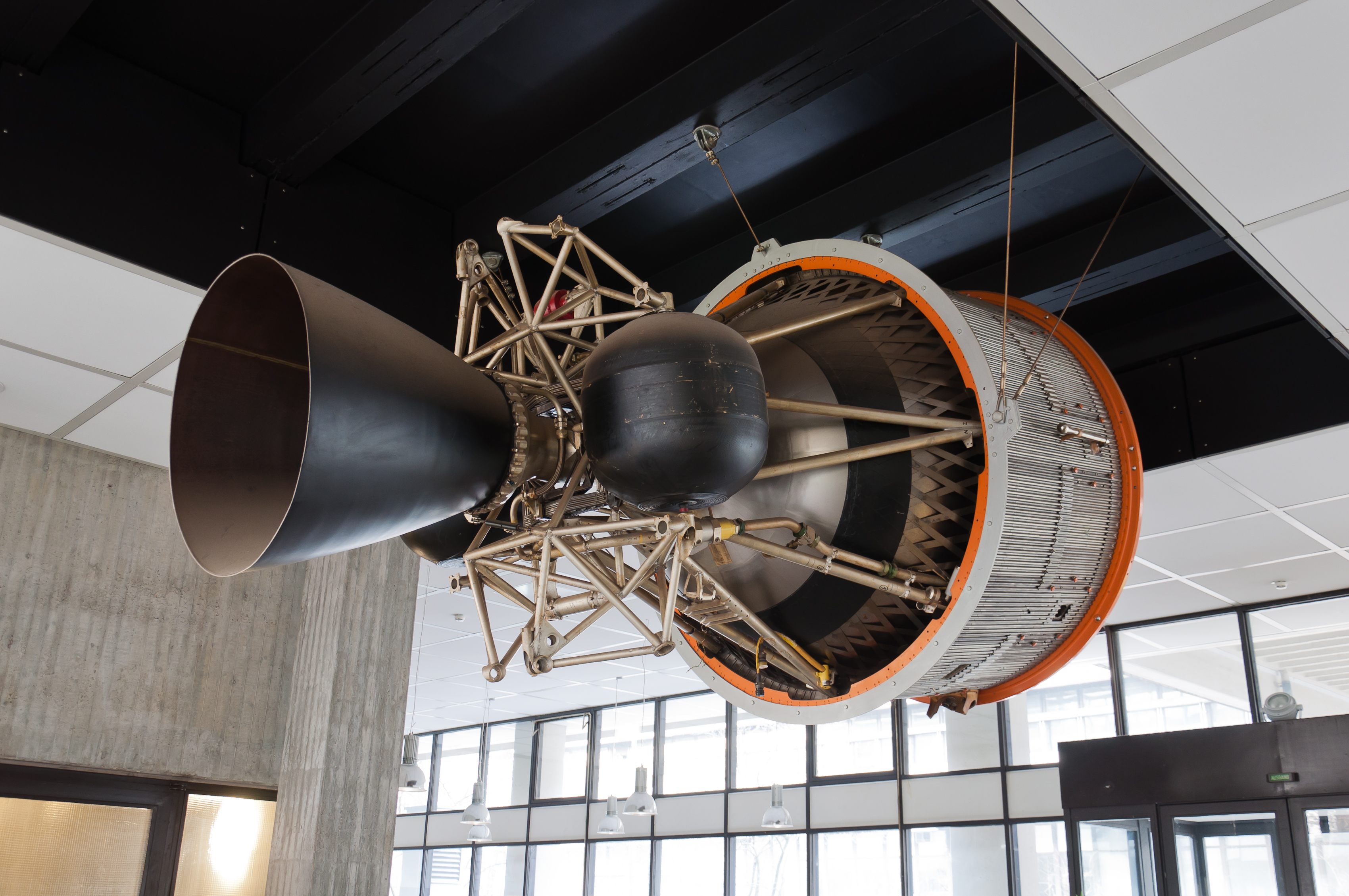
Astris

Europa foi uma série de foguetes europeus desenvolvidos na década de 1960 pela ELDO (European Launcher Development Organisation) e composta pelo Europa I e o Europa II.

## História
Os foguetes Europa foram os primeiros lançadores espaciais desenvolvidos por uma organização europeia. O Europa I foi formado por um primeiro estágio britânico Blue Streak, uma segunda etapa francesa Coralie e uma terceira etapa alemã astris, e o Europa II tinha uma quarta etapa adicional P068. A coifa foi desenvolvida pela Itália e os sistemas de monitoramento do foguete, pelos Países Baixos e Bélgica. A Austrália também participou do projeto transferiu o uso das instalações de lançamento para Woomera. Apenas dois dos oito lançamentos de teste tiveram sucesso e o projeto acabou sendo cancelado para dar lugar ao desenvolvimento dos foguetes Ariane pela sucessora da ELDO, a ESA.
O plano para os testes dos foguetes tinha três partes:
Na fase 1 teriam lugar três voos suborbitais apenas a primeira etapa para testar as alterações feitas nela para fazer parte do foguete Europa e testar também alguns dos sistemas de guiamento, rastreamento e telemetria. Os lançamentos foram feitas a partir da Austrália ocidental e foram realizados com sucesso.
Na fase 2 também haveria três voos suborbitais, com a primeira etapa Blue Streak e maquetes da segunda e terceira etapas. As maquetes seriam substituídas em cada voo consecutivo pelas correspondentes fases funcionais: no segundo voo voaria uma segunda etapa funcional e no terceiro, a terceira etapa, completando o foguete.
Na fase 3 seriam realizados quatro lançamentos em órbita para declarar o foguete operacional em 1970.
De todas as fases, apenas a 1 foi concluída com sucesso. Todos os voos da fase 2 foram um fracasso, com falhas concentrando-se nas etapas 2 e 3. Para compensar as falhas, foi lançado um foguete adicional durante a fase 2, que também fracassou. Fezeram uma última tentativa com o Europa II, apenas adicionando uma quarta etapa, mas também não teve sucesso, pondo fim ao programa de foguetes Europa. Após o encerramento do programa, o Reino Unido abandonou a ELDO, dando fim ao mesmo tempo a organização. O programa de lançadores renasceria sob a ESA e com a liderança francesa, o que daria lugar aos foguetes Ariane.

## Histórico de lançamentos
| Voo | Data                   | Plataforma de lançamento | Carga | Resultado | Notas                                                                |
| --- | ---------------------- | ------------------------ | ----- | --------- | -------------------------------------------------------------------- |
| 1   | 23 de maio de 1966     | Woomera                  | N/A   | Êxito.    | Primeiro voo suborbital apenas com a primeira etapa.                 |
| 2   | 14 de novembro de 1966 | Woomera                  | N/A   | Êxito     | Segundo voo suborbital com apenas a primeira etapa.                  |
| 3   | 4 de agosto de 1967    | Woomera                  | N/A   | Falha     | Falha da segunda etapa.                                              |
| 4   | 4 de dezembro de 1967  | Woomera                  | N/A   | Falha     | Falha da segunda etapa.                                              |
| 5   | 29 de novembro de 1968 | Woomera                  | N/A   | Falha     | Falha da terceira etapa.                                             |
| 6   | 2 de julho de 1969     | Woomera                  | N/A   | Falha     | Falha da terceira etapa.                                             |
| 7   | 12 de junho de 1970    | Woomera                  | N/A   | Falha     | A coifa não se separou.                                              |
| 8   | 5 de novembro de 1971  | Kourou                   | N/A   | Falha     | Falha estrutural da terceira etapa. Fim dos voos dos foguetes Europa |